# ディスコ

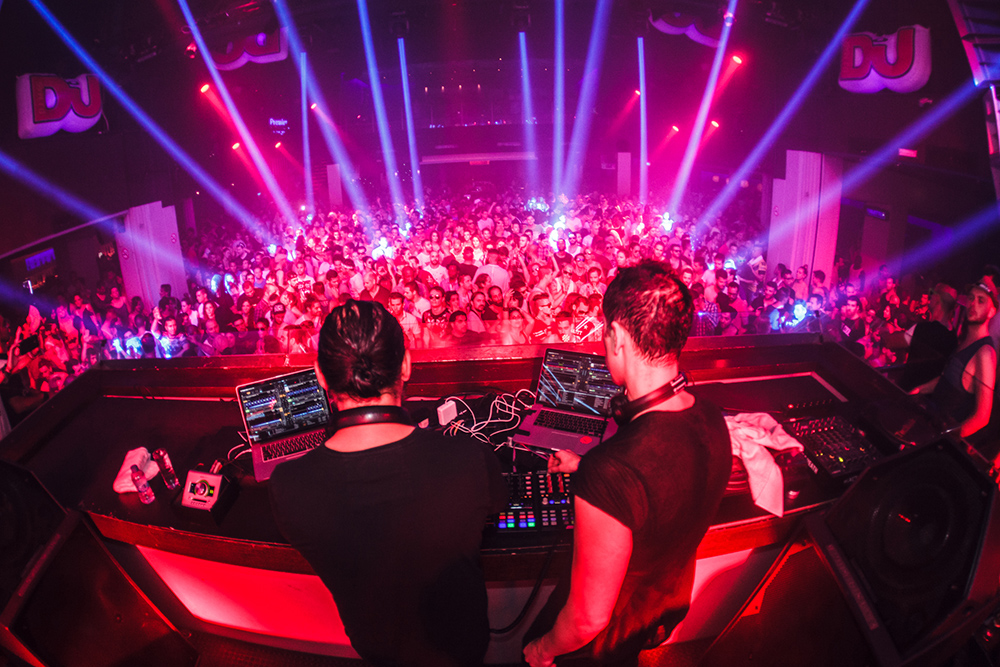
ディスコの店内（スペイン）

ディスコ（disco）、または、ディスコテーク（discothèque）、ナイトクラブ(Nightclub)は、音楽を流し、飲料を提供し、客にダンスをさせるダンスホールである。1990年代以降はジャンル特化したダンスホールについてクラブ (club) と呼ぶようになった。

## 概要
「ディスコ」の語源となったのは、フランス語の "discothèque"（ディスコテーク）であり、マルセイユの方言で「レコード置き場」の意味であった。第二次世界大戦中に生バンドの演奏が困難となったナイトクラブで代わりにレコードをかけるようになったのが始まりであり、第二次大戦後にパリに「ラ・ディスコテーク」と呼ばれるクラブが出現したことにより定着した。
そのため、音楽は基本的にバンドによる生演奏ではなくレコードを流す形態をとる。単にレコードを順番に掛けるだけの場合や、DJ（ディスクジョッキー）が現場に合わせた選曲を行ったり、曲紹介やミックス、スクラッチ（再生中のレコードの音程やタイミングを意図的に崩す演出）を行う場合もある。中には生バンドが演奏する場合もある。
ディスコ音楽の場合、クラブでは、かつてニューヨークに存在した伝説的なゲイ・ディスコ、パラダイス・ガレージ、ギャラリーなどでプレイされていた複数のジャンルの音楽を指し、ディスコはハウスやガラージュ等と呼ばれる音楽の元となった音楽である。
電気楽器を主体として作られてきたディスコ音楽は、電子楽器を主体として作られる実験的なディスコ音楽であるポスト・ディスコの時代を経て、Hi-NRG、ハウス、テクノ等の電子楽器を前提とする新たなダンス・ミュージックを生み出して行った。2000年代にはデスクトップミュージック（DTM）が前提となり、世界でヒット曲を生み出しているエレクトロニック・ダンス・ミュージック（EDM）でも同様である。

## アメリカのディスコ
生バンドの代わりにレコードを掛ける「ディスコ」（もしくはクラブという形式）が本格的な発展を遂げたのは、1960年代以降のアメリカのニューヨークのゲイ・シーンである。客層はゲイの黒人・ヒスパニック系などのマイノリティが主流であり、掛けられる音楽はファンクやソウルミュージックや特にフィラデルフィア・ソウルと呼ばれる滑らかなリズム・アンド・ブルースや、それらをベースにした音楽であった。ディスコはゲイ男性のための発展場としての役割と、アンダーグラウンドな黒人音楽の発展の場としての二つの面を持っていた。こうしたディスコとしては、「パラダイス・ガレージ」「フラミンゴ」などが挙げられる。いずれもゲイの男性を対象としたメンバーズ・オンリーのディスコであり、女性や非メンバーはメンバーのゲストとして入場できた。これらはニューヨークでも最先端の流行発信地で、ファッショナブルで流行に敏感なゲイが集まる場所であった。この中でもっとも有名であり、後世に影響を与えたのは「パラダイス・ガレージ」とそのメインDJであるラリー・レヴァンであった。1984年には「パラダイス・ガレージ」と人気を二分した「セイント」で、日本人として初めて中村直がレジデントとして迎えられた。
こうした背景から、アメリカでは、ディスコ音楽は黒人とゲイのためのものと見られる傾向にあった。当時人気のあったゲイ・ディスコ・ミュージシャンには、シルヴェスターやヴィレッジ・ピープルがいた。また、ドナ・サマー、ダイアナ・ロス、グロリア・ゲイナー、メルバ・ムーア、グレース・ジョーンズ、ロリータ・ハロウェイらは、ゲイを中心とした聴衆から「ディスコ・クイーン」の地位に祭り上げられた。しかし、粗製濫造された質の低いレコードや、飽きられたことによる流行の終焉、またエイズの流行によりゲイ音楽シーンが被害を受けたことなどにより、ゲイディスコという形態は次第に姿を消す。アメリカで1979年7月に起こったディスコ・デモリッション・ナイトという象徴的な反ディスコ運動もディスコブームの終焉に寄与した。ディスコブーム終焉後のダンス・ミュージックの主流は、ポスト・ディスコという実験期を経て、ハイ・エナジーというディスコ音楽の特徴を直接的に汲む電子音楽や、ハウスを中心としたクラブ音楽へと変わっていった。続いて、テクノやアシッド・ハウスなどが派生して行った。ディスコブームの終焉以降、電子楽器の導入と共に様々な試行錯誤が行われたことで、画一的なダンス・ミュージックしか無かったディスコブームの時代よりも多様性が増して行った。ディスコの時代から続くオールジャンルなDJスタイルの他に、クラブではジャンル特化したDJスタイルも現れた。
アメリカでは、1970年代半ばから世界的なディスコ・ブームとなり、ニューヨークの「スタジオ54」や「ニューヨーク・ニューヨーク」などの巨大ディスコが人気となった。ディスコ音楽がラジオでさかんにオンエアされるようになると一般リスナーにも聞かれるようになる。1970年代にはアメリカのテレビ番組『ソウル・トレイン (Soul Train)』が人気となった。1977年のジョン・トラボルタ主演の映画「サタデー・ナイト・フィーバー」の影響で、ディスコ・ブームが先進国を中心に世界的に発生し、ディスコティックが増加した。ディスコには黒人やゲイだけでなく一般人が押し寄せるようになり、1975年から1979年ごろにはディスコ音楽がヒットチャートの上位に進出するようになった。
ディスコのルーツはアンダーグラウンドのクラブシーンにある。1970年代初頭のニューヨーク市では、ディスコクラブは、ゲイ、アフリカ系アメリカ人、ラテン系アメリカ人、イタリア系アメリカ人、ユダヤ人などの抑圧されたグループや疎外されたグループが、男性から女性へのダンス指導や、排他的なクラブポリシーに従わずにパーティーをできる場所だった。ディスコには、男性3人に女性1人という規則があった。女性たちは、自立した女性を受け入れる会場で安全を求めるために、それに適したディスコを選択した。ディスコを取り巻く文化は、ダンスカップル、ジャンルを超えた音楽、そして理性よりも肉体を優先する推進力において進歩的だったが、女性の役割はセーフティネットの役割に置かれているとも解釈された。さまざまなバックグラウンドを持つ人々が集まった。これらのクラブは、同性愛者のパーティー参加者が平和に踊り、世間の監視から逃れるための安全な避難所として機能した。1970年代には、ただヒット曲を流すのではなく、DJが自らの個性を発揮した選曲で独特の世界を作り上げて客を踊らせるスタイル、2枚のレコードをミックスして継ぎ目なくレコードを演奏するスタイル、既にある曲をリミックスしてダンス向きにする手法、クラブで掛けるためだけに製造される12インチのシングル盤といった形式などが、ラリー・レヴァンやフランキー・ナックルズ、スティーヴ”シルク”ハーレー、ラリー・はーどらによって確立された。彼らは自ら音楽プロデューサーとして、ダンスに特化したレコードを多数リリースしたり、リミックスを手がけるようになった。ディスコ向けダンス・レコードをリリースして、ディスコ文化を支えたレコードレーベルとしては、サルソウル・オーケストラ、ファースト・チョイスなどが在籍した「サルソウル・レコード」、ドナ・サマーらが在籍した「カサブランカ・レコード」などが挙げられる。
アメリカから日本へ輸入されたディスコ文化は、本来の黒人音楽の要素は非常に薄まり、白人大衆向けに普及した音楽であった。1979年、ディスコ・ディモリッション・ナイト以降、アメリカのディスコ・ブームは終焉を迎えた。カルチャー評論家のカート・アンダーセンは、ディスコを否定したこのイベントは、黒人嫌悪よりもゲイ嫌悪の傾向の方が強かったと証言している。

## 日本のディスコ
参考資料：

### 1960年代
日本のディスコ黎明期は1960年代後半だったが、初期のディスコはGSやロックが中心であり、ダンスもゴーゴーやモンキー・ダンスだった。1965年にオープンした「中川三郎ディスコテック」は新宿などに複数の店舗を持ち、GSのテンプターズらがライブ演奏を行った。ダンサーだった中川三郎は給料の安い若年層向けに、料金が安くラフな服装でも訪れやすいようにしてダンスを普及させた。
一般的には、1968年（昭和43年）に赤坂に開店した「ムゲン」（歌舞伎町の同業同名店とは営利無関係、1987年閉店）と赤坂の「ビブロス」がソウル/R&Bの聴けるディスコのルーツといわれている。ムゲンでは1970年代半ばから、コンファンク・シャンがハウスバンドとして2年ほど演奏していた。当時はエレキバンドが出す大音響の演奏に合わせて踊るゴーゴー喫茶が流行しており、ゴーゴーガール目当てに通う者もいたが、それらの店とは一線を画し、主に芸能人やモデル、富裕層や米兵を含めた外国人客を主な客層として一気に時代を先んじた存在になった。当時の「ムゲン」は、渋沢龍彦や三島由紀夫、三宅一生、加賀まりこ、沢田研二、安井かずみ、前野曜子、グッチ裕三など著名人で賑わっていたという。沢田研二や萩原健一も「ムゲン」に行ったことはあるが、回数は少ないとみられる。この頃のディスコは生バンドとレコードの両立であった。1960年代のディスコはジェームス・ブラウンやテンプテーションズなど、本物のソウルをかけていた。
地方都市でも、1967年（昭和42年）6月23日には広島市中区鉄砲町に「JAZZ FIVE」が開店し、アメリカの最新の曲を流して、若者や米兵などから人気を集めた。

### 1970年代
1971年（昭和46年）、六本木にオープンした「メビウス」が、日本で最初にレコード演奏のみで営業した（1968年（昭和43年）に開店した赤坂「ビブロス」も開業当初からレコード演奏のみ）。これは生バンドの人件費を抑えるための方策であったが、結果的に現在のディスコやクラブと同じくレコード演奏のみのスタイルを確立した。
第1次ディスコブームは、1975年（昭和50年）から1976年（昭和51年）ごろにかけての時期である。第2次ディスコブームは、1977年（昭和52年）から1979年（昭和54年）にかけて巻き起こった。DDサウンドの「1234ギミー・サム・モア」(1977年)やアラベスク「ハロー・ミスター・モンキー」などのディスコ・ヒットが誕生し、日本で商業的なヒットを出した。1978年（昭和53年）にはジョン・トラボルタ主演の映画『サタデー・ナイト・フィーバー』が日本公開されて大ヒットした。同名の映画サウンドトラック盤には、タヴァレス、イヴォンヌ・エリマン、クール&ザ・ギャング、KC&サンシャイン・バンド、トランプスらの楽曲が収録された。この映画のヒットにより「不良のたまり場」というディスコへの偏見がやや薄れて大衆化した。その流行で、新宿、渋谷、六本木、池袋などの繁華街に多数のディスコが開業し、カッコよさに憧れた若者が連日ディスコに通いつめて、一晩中ディスコダンスで「フィーバー（する）」は流行語となり社会現象と化した。1975年のヴァン・マッコイ「ハッスル」のヒットに追随する形で、1976年から日本でも世界標準の品質を目指したディスコ音楽が制作された。サトシ・ハッスル・ホンダのプロデュースによるファンキー・ビューロー、筒美京平のプロデュースによるDr.ドラゴン&オリエンタル・エクスプレス、サトシ・ハッスル・ホンダと林哲司のプロデュースによるイースタン・ギャング、日本主導の制作でアメリカでの発売を実現したラブ・マシーンなどのユニットが和製ディスコ曲を次々とリリースした。和製ディスコ曲は日本市場における流通が主であったが、いくつかの曲は海外でも知られるようになった。
また、1970年代終わりから1980年代初めにかけては、ディスコの定番となる曲が数多く生まれた時代でもある。Chicのような、本物のブラック・ミュージックも存在したが、多くはドナ・サマーやBee Gees、アラベスク、ジンギスカンなどは、本物の黒人音楽とは似ても似つかない、踊らせることだけが目的のサウンドだった。ゲイディスコの中で、日本でもヒットを出したのは、ヴィレッジ・ピープルだった。彼らのヒット曲「Y.M.C.A.」は、西城秀樹がゲイカルチャーとしての背景を漂白し、若者向けポップ歌謡「YOUNG MAN (Y.M.C.A.)」としてカバーした。ヴィレッジ・ピープルは「マッチョ・マン」「イン・ザ・ネイヴィー」も日本でヒットさせている。しかし歌っているのはスタジオ・ミュージシャンであり、彼らの多くはゲイではなかった。また、やはりゲイ・ディスコの歌手シルヴェスターは、日本ではヒットを出せなかった。
ニューウェイブ・ディスコではYMOなどのテクノ・ポップや、マッドネス、スペシャルズなどのツートンスカも流行した。原宿の歩行者天国（ホコ天）でラジカセを囲み奇抜な衣装で踊る竹の子族が流行ったのもこの頃である。彼らはアラベスク、ジンギスカンなどを好んだ。この頃の東京を代表するディスコは、新宿の「ツバキハウス」（1975年開業）、六本木の「キャステル東京」（1974年開業）などであった。しかしながら1982年（昭和57年）に刑事事件が発生したことも１つの原因となり、深夜営業の禁止・未成年者の入店規制など取り締まりが強化され、新宿のディスコは衰退した。
ディスコ、特に1970年代から1980年代初期の特徴の1つに「チークタイム」がある（「チーク」は頬の意味）。店のボルテージが最高潮を迎え、全力を出し切って踊った後に設けられる、チークダンスの時間である。様々な色をきらめき放ち、空間を鮮やかな光線でみたしていたミラーボールが一転、メロウな曲とともに、穏やかな光を投げ始めると、男女が頬を寄せ合って抱き合わんばかりに密着して体を前後に揺らし始める。粋な計らいの文化だが、ディスコの衰退とともに昔話になりつつある。当時は、つのだ☆ひろの「メリージェーン」がディスコのチークタイムで流されることで有名となった。

### 1980年代
1980年代のディスコブームを象徴するのが六本木スクエアビルである。地下2階から10階までの12階中、1Fと4Fを除く全てのフロアがディスコになった。中でもNASAグループの「ネペンタ」「ギゼ」などが人気店となった。六本木スクエアビル以外では、六本木「エリア」の前身である日拓系列の「マジック」、伝説的な存在となった六本木「キサナドゥ」「ナバーナ」、外人顧客が中心の老舗「レキシントンクイーン」などが、『JJ』誌や『Fine』誌などの女性向けファッション雑誌に紹介された。新宿ディスコでは「ゼノン」でお馴染みのジョイパックグループの渋谷「ラ・スカーラ」が人気店となった。
これらのディスコに共通するのがサーファーブームに乗った「サーファーディスコ」である。そしてこの頃のディスコの主役は女子大生であった。田中康夫の『なんとなく、クリスタル』や深夜番組『オールナイトフジ』が大きな影響力を及ぼした時期であった。ファッションはスポーツ系のブランド服を基本として、レイヤーカットのヘアースタイルの女子高生、女子大生を中心にしたものだった。六本木を震源地に広がったサーファーディスコブームであったが、当時の流行発信性の高かった六本木地域から、徐々に渋谷、新宿へと文化が移転するにあたり大衆化が進み、そのパワーは次第に廃れていった。新宿の「PUKA PUKA」はそんなサーファーディスコの最後の砦であった。サーファーディスコはカフェバーやプールバーの人気と共に終焉を迎えた。
1980年代中期からハイエナジー（ユーロビート）ブームが起こってディスコで人気となり、第3次ディスコブームが発生する。当時のディスコ音楽はよりポップス色を強める一方で、デッド・オア・アライヴ、リック・アストリー、カイリー・ミノーグ、バナナラマに代表されるストック・エイトキン・ウォーターマン（PWLサウンド）によるプロデュース作品や、マイケル・フォーチュナティなどのイタリアからのユーロビートに代表されるような、コンピュータを用いた打ち込み系の音楽が多く使用され始めるようになる。日本の歌謡曲に似たメロディーに、無機質で単調なリズムを強調したアップテンポな曲が日本人にマッチして流行し、ユーロビート・ブームとなった。邦楽では荻野目洋子、Winkなどがユーロビートの曲をカバーしヒットした。
ユーロビートブームは全国的に波及し、「大阪マハラジャ」（1982年開業）「福岡マリアクラブ」「金沢サムライ」など、都内では、比較的大規模な店や豪華な内装を売り物にしたディスコも展開され、絨毯バーやカラオケパブを展開していたNOVA21グループによる麻布十番「マハラジャ」（1984年開業）青山「キング&クイーン」、パチンコ店展開の日拓系列による六本木「エリア」「シパンゴ」、会員制エスカイヤクラブの大和実業グループによる日比谷「ラジオシティ」などが人気店になった。
しかし1988年（昭和63年）、鳴り物入りで登場したばかりの六本木「トゥーリア」だったが、電動で上下する巨大照明装置（バリライト）が吹き抜けの天井から落下し、死者3名、負傷者14名を出すという六本木ディスコ照明落下事故が発生し閉店に追い込まれた。
この第1次ユーロブームに乗って濫立された六本木界隈のディスコは1989年（平成元年）から減少に転じる。次にディスコが息を吹き返すのは「ジュリアナ東京」のブームが始まってからである。バブル期においては、東京では、それまで倉庫街や流通関連施設が立地しているに過ぎなかった湾岸地区が「ウォーターフロント」と呼ばれ、六本木周辺の地価高騰から新たな再開発地区として、またプレイスポットとして注目を集めるようになっていた。
ウォーターフロント地区では都心部に比べて大規模な施設の建設が可能だったこともあり、1988年（昭和63年）に開業した総合施設「MZA有明」（江東区有明）に始まり、「ゴールド（1989年）」「横浜ベイサイドクラブ（1987年）」などのナイトクラブやディスコが次々誕生した。当時のウォーターフロント地区には、レストランやバーなども多く立地し、「ウォーターフロント・ブーム」とも呼ばれた。これら飲食店の多くは、一見普通の「倉庫」にしか見えない外見を持ちながら、中に入ると非現実世界を思わせるお洒落な空間であるというミスマッチを特徴としていた。また、自家用車やタクシーでしか訪れることの出来ない不便な立地が、当初はかえってステータスに繋がっていた。当時のディスコでかかる音楽の主流はユーロビートだったが、ハウスやニュージャックスウィングやR&Bなど、店のコンセプトに合わせてジャンルが分かれ始めたのがこの頃であった。
1980年代後半の日本のディスコでは、ファッションを基準にしたドレスコードを設定し、店舗が客を選別するものがある。標準的なドレスコードは、ジャケットとネクタイの着用である。しかし芸能人であれば、Tシャツにジーンズ姿でも入店できる例もあった。
ドレスコードを導入して差別化を図った先駆けは「マハラジャ」であったとされる。「マハラジャ」を始めとする1980年代中期の高級ディスコでは、店舗が客を選別するドレスコードを採り入れた。ドレスコードをクリアすることがステイタスであるという感覚を醸成することによって客同士の競争心を煽り、またそれを仕切る「黒服」（ディスコの従業員のうち、マネージャーなどの役職ある男性従業員のこと。黒いスーツを着ていたことからそう呼ばれる）を権威化させた。これは高級ディスコの標準的スタイルとなった。

1990年代に登場するクラブの時代になると、このようなドレスコードは緩和され、スーツにシャツであれば、ノーネクタイであっても、大抵の店舗のドレスコードはクリアできるようになった。禁止されている例として、男性のビーチサンダル・タンクトップ・カーゴパンツ、男女問わずジャージ姿などがある。

### 1990年代
バブル時代の1991年（平成3年）5月、巨大ディスコ「ジュリアナ東京」が、東京・芝浦に開業した。アイルランドDJ・ジョン・ロビンソンが本格的なMCを行い、ユーロビートに代わって人気となったテクノサウンド（レイヴテクノ）が流された。同店が開業して程なく、ボディコンファッションの女性たちが羽根付き扇子を振り回し、高さ約130cmの巨大お立ち台で踊るといった現象が見られるようになり、女性たちが振り回していた扇子は「ジュリ扇（じゅりせん）」と呼ばれた。
「ボディコン」とは、ボディラインを強調したボディ・コンシャス（body-conscious）の略称。主にノースリーブの丈の短いワンピースで体にフィットするものを指す。女性客の中には水着や下着、手作りのボディコンを着用してセクシーさを競う者も現れた。「ジュリアナ東京」では水着やTバック下着など過度の露出は禁止していたが、Tバック着用でお立ち台で狂喜乱舞する女性客らの姿は注目を集め、マスメディアでも盛んに報じられたため、他店での報道が「ジュリアナ東京」と誤認されることもあった。人気が衰えていた他のディスコもこのジュリアナブームに便乗し、「マハラジャ祇園」（京都市）では、「スーパーお立ち台」が設置されたほか、東京の赤坂「ロンドクラブ」や、六本木「エリア」では「Tバックナイト」「水着ナイト」などと称して露出度の高い服装で来店する女性客を優待する企画を打ち出した。こうしたブームの中で荒木久美子や飯島愛といった女性タレントも登場した。
当時使われていた音楽は「ジュリテク」や「ハイパーテクノ」と呼ばれたもので、ハードコアテクノをユーロビート風にアレンジしたサウンドであった。初めはT99「Anasthasia」、LAスタイル「James Brown is Dead」、2アンリミテッド「Twilight Zone」などに代表されるインスト的な楽曲が中心であったが、後にはエイベックスによる「Explosion」「Can't Undo This!!」などの和製ジュリテクが生まれ、さらに、DJ・ジョン・ロビンソンは自ら「Tokyo Go!」を歌った。エイベックスから発売されたCD『Juliana's Tokyo』シリーズは驚異的なセールスを記録し、それらの楽曲を収めたコンピレーション・アルバム『スーパー・クラブ・グルーヴィン』シリーズも改称を重ねて長期に渡って発売された。
このブームは東京から地方都市にも飛び火し、女性客による肌の露出競争が過激化した名古屋や京都などでは、ついにニップレスや下着のみだけで踊る女性まで現れた。こうした中で「ジュリアナ東京」でもそれまでダンスや雰囲気を楽しんでいた常連客らの足が遠のく一方で、他店との混同も含めた世論の批判や警察の指導などを受けて、名物だったお立ち台が撤去された。代わってクリスタルサイドステージが設置されたものの、以前のような集客と盛り上がりは得られず、1994年（平成6年）にはついに閉店となった。閉店日は感謝と称し入場料が無料となったこともあって全国から客が詰めかけた。数千人入る巨大ディスコにも入りきらない訪問客らによって田町駅から行列ができたという。
レイヴテクノが大流行していたことにより冬の時代を迎えていたユーロビートが、ジュリアナ東京の閉店に伴い復活した。1994年（平成6年）-1998年（平成10年）までユーロブームが神楽坂「ツインスター」や上野「ARX（アルクス）」そして六本木「エリア」中心に起こった。この頃のユーロビートを湾岸系ユーロと呼ぶこともある。これはNOVA21グループの舞浜「エデンロック」などがジュリアナ東京ブームの最中でも独自にユーロビートを押し続け、店名に「TOKYO BAY（湾岸）」を冠していたことから湾岸系ユーロと呼ばれるようになった。ただしこの2店舗の集客状況は千葉県であったためかなりシビアであった。
このユーロブームの最大の特徴が「パラパラ」の流行である。店ごとに振り付けが違ったり、サビの部分しかパラパラがなかった第一次ユーロブーム時とは違い、パラパラビデオの普及により振り付けが統一され、曲の最初から最後まで複雑な振り付けが付いたのが特徴である。さらにエイベックスからリリースされたCD『SUPER EUROBEAT』シリーズが順調なセールスを出し、極めつきはエイベックス主催の東京ドームイベントで全国から集結したパラパラ愛好者で東京ドームが満員となるほどであった。この頃のファッションはルナマティーノや「ヴェルサーチ」が人気だった。また、安室奈美恵やMAXなどが同時期にユーロビートのカバー曲を多々リリースしたこともブームに拍車をかけていた。
しかしジュリアナ東京が閉店した1994年（平成6年）、六本木に最後の大型ディスコと呼ばれた「ヴェルファーレ」がオープンするも、この頃から自分に合った音を求めるコアな常連客だけで営業が成り立つクラブが主流を占めるようになり、またドレスコードの高級スーツやボディコンから、カジュアルなファッションが人気となり、いわゆる「ディスコ」から「クラブ」への変化が始まった時でもある。集客スタイルも豪華な店や黒服からDJやオーガナイザーに変わり、1999年頃に全国的に大型店の閉店が相次ぎディスコ時代の終焉となる。

### 2000年代以降

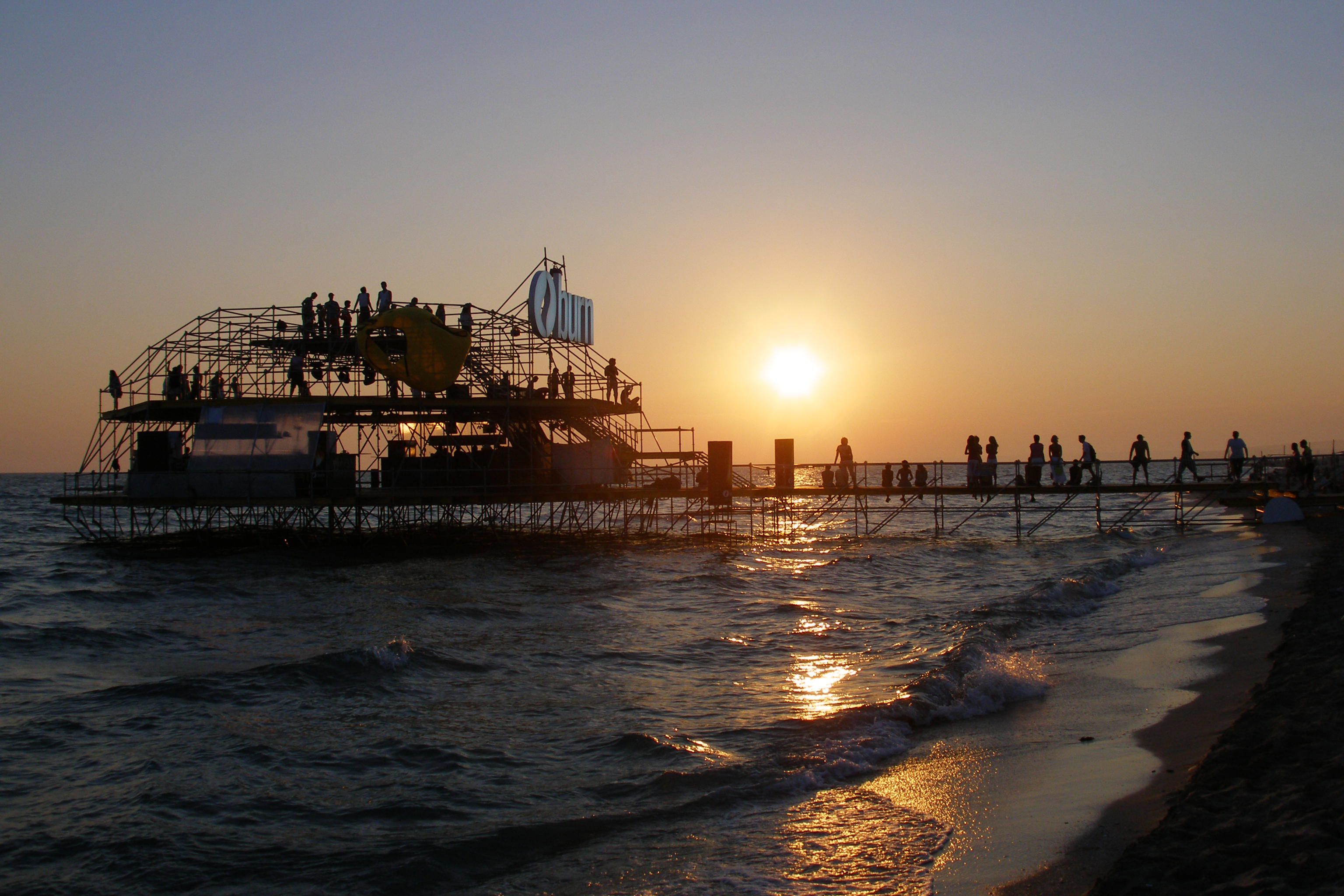
Kazantip

2000年代には、ジャニーズ系タレントがバックダンサーにパラパラダンサーを起用し、テレビでの露出が増えたことで「パラパラ」が人気となり、1999年（平成11年）から2003年（平成15年）にかけてパラパラブームが起こった。その担い手はギャル・コギャルに代表される低年齢層であった。またこの時期には台湾や香港でも、日本のアニメ等と並んで日本のディスコ文化・ダンスとしてパラパラが注目され流行するに至った。
2000年以降、エイベックスと大型クラブ「TwinStar」の商業主義により「ミッキーマウス・マーチ」にまでパラパラが付くと、客層の反発を招いた。さらにスーパーフリー事件も起きて、ギャル層がパラパラからトランスへ移動すると不振となり、最後に残った「TwinStar」も2003年（平成15年）に閉店した。
また、2000年（平成12年）以降、24時（東京都では条例により商業地の場合午前1時）閉店が義務づけられる「ディスコ」に代わって、風営法の網をくぐった飲食店でのDJイベント「クラブ」が流行した。ディスコは風営法により24時（東京は条例により午前1時）までの営業しか認められないため、開店当時はアルコールだけでなく食事も提供し、表向きは飲食店として届け出をする店舗も多かった。
一般的に、店舗面積が広くオール・ジャンルの音楽をかけ、男性にはスーツにネクタイ着用を義務付けるドレス・コードのディスコに対して、カジュアルな服装でも入場でき音楽ジャンルが明確にされている箱を「クラブ」と呼ぶ場合が多い。法的な相違点は、風適法3号営業のいわゆるディスコ登録店は原則24時（東京は条例により午前1時）の閉店が義務付けられているのに対し、クラブは飲食店登録（深夜酒類提供飲食店営業）のため終夜営業が可能な点である。本来24時閉店を義務づけられているディスコが営業時間を延ばすため、飲食店で行われていたDJイベントを模したことがクラブの始まりである。日本の風営法によるものなので、海外ではディスコと特に区別していない。1990年代からクラブという呼び方が主流となり、や店舗形態に関わらず「クラブ」と呼ばれるのが一般的になっている。ただし音楽ジャンルを指す言葉として「ディスコ」は使用され続けている。
2005年（平成17年）以降、一部のディスコは団塊の世代の憩いの場としてその方向性を模索してきたオールディーズライブハウスと融合し、レトロ文化を興隆しつつある。それまで1950年代から1970年代のオールディーズを中心に、生バンド演奏を行ってきた店が、主要な顧客層の高齢化から、1980年代のソウル、ファンクも生バンドで聴かせ、踊らせる店が登場した。六本木、銀座、新宿、横浜等にある「ケントス (KENTO'S) 」もオールディーズ以外に、ソウルも聴けるようになった。
また2005年（平成17年）、東京・六本木で最大級のディスコ「ヴェルファーレ」を経営するエイベックスは「六本木のディスコ営業を明け方まで許可してほしい」と要望し、「ロンドンやニューヨークのディスコは明け方まで営業している。近年、六本木地区のディスコは半減しているが、明け方まで営業すれば衰退に歯止めがかかる」と説明して、いわゆる「ディスコ特区」を都に要望したが、警察庁が「犯罪の温床になる可能性がある」として翌2006年（平成18年）2月に見送りとなった。エイベックスは「ディスコは文化的なレジャー施設」として、同年6月に再申請したが認められなかった。その後「ヴェルファーレ」は12年の定期借地権満了で2007年（平成19年）1月1日をもって閉店した。
ディスコ文化の中心でもあった六本木では2006年（平成18年）から2008年（平成20年）にかけて「Vanilla」「Core」「Yellow」など老舗の大型店舗が相次いで閉店し、ディスコ時代の完全終焉を迎えた。店舗面積が広い東京都新木場にある「STUDIO COAST」のクラブイベント「ageHa」も、定期借地権満了のため「STUDIO COAST」が2022年（令和4年）1月末で閉店するため同時に消滅した。

### 風営法とディスコ・クラブの規制
ディスコ営業は、2016年（平成28年）6月22日まで、「風俗営業等の規制及び業務の適正化等に関する法律」（以下「風営法」）における「風俗営業」として規定されていた。旧法では「『ナイトクラブその他設備を設けて客にダンスをさせ、かつ、客に飲食をさせる営業（第一号に該当する営業を除く。）』とする第二条第一項第三号・ナイトクラブ」に分類された。飲食店は深夜営業を認められているが、ダンスをさせると日の出から深夜12時までの営業（商業地は午前1時まで）しか認められていなかった。
1984年（昭和59年）の風営法改正により、ディスコは深夜営業ができなくなった。その際に風営法を申請せずに小規模で営業する店が現れた。
2005年（平成17年）にエイベックスは、六本木の「ディスコ特区」を政府に要望したが、前述のとおり認められなかった。同年6月23日施行の改正風俗営業法（以下「風営法」）で、ディスコ営業は店内の照明が10ルクス以上であれば風俗営業から除外された。
2010年（平成22年）からは、警察によるクラブの風営法違反での営業方法自体の摘発が頻繁になった。発端は、大阪市中央区心斎橋のクラブ「AZURE」で刑事事件が発生したことで、当該店舗はその後摘発され閉店した。やがて風営法の許可を得ずに深夜まで客を踊らせ、利益を得る業態自体を摘発するに至り、大阪を中心に東京そして全国に一斉摘発の動きは広まった。大阪維新の会および日本維新の会が勢力を持つ大阪府を中心に、クラブへの取り締まりが強められた。
東京でも2012年5月には、東京都港区西麻布のクラブ「alife（エーライフ）」の経営者と責任者が風営法違反で、2013年（平成25年）、5月27日までに東京都港区六本木のクラブ「VANITY RESTAURANT TOKYO（ヴァニティ）」を風営法違反で摘発、経営者ら3人がそれぞれ現行犯逮捕された。同年7月20日、東京都港区六本木のクラブ「GPbar」「GASPANIC」も摘発され閉鎖となる。

### 大阪クラブ風営法裁判
2012年4月、大阪市梅田のクラブ「NOON」が、大阪維新の会統治下の大阪府公安委員会から、風営法における「風俗営業」の3号営業許可を受けずに客を踊らせたとして、経営者など8人が大阪府警察に逮捕された。この頃には同業他社の他店が摘発され閉店するということが続発していた。
「NOON」の摘発後、2012年（平成24年）5月29日に坂本龍一らの呼びかけで「ダンス規制法で現状にはそぐわない」として、風営法の規制から「ダンス」を削除するように求める署名運動が開始された。この頃に大阪市内で風営法違反とされたクラブはほぼ一掃され、閉店してライブハウスへ業態転換したり、風営法の申請後にバーとして営業再開するなどした。
刑事裁判では「NOON」の営業が「風営法の規制対象となるのか」が争点になり、大阪地方裁判所は「実質的に性風俗を乱す営業とは認められない」「被告人が風営法2条1項3号にいう3号営業を無許可で営んでいたとは認められない」と認定し、大阪府警察・大阪地方検察庁の懲役6か月・罰金100万円の求刑を棄却し、2014年（平成26年）4月25日、被告人に対して無罪判決を下した。
大阪地方検察庁は判決を不服として控訴したが、二審の大阪高等裁判所でも大阪地裁判決を支持して大阪高等検察庁の控訴を棄却、被告人に対して無罪判決を下した。検察は判決を不服として最高裁判所へ上告した。
最高裁判所第三小法廷（木内道祥裁判長）は、2016年（平成28年）6月7日付で、最高検察庁の上告を棄却する決定を出した。クラブは「風俗営業に当たらず、風営法の対象外」として、被告人を無罪とした大阪地裁判決が確定判決となった。